# وندلين ويرنر
وندلين ويرنر (بالفرنسية: Wendelin Werner)‏ هو عالم رياضيات فرنسي ولد في 23 سبتمبر 1968

 في كولونيا، ألمانيا الغربية ، حائز على جائزة وسام فيلدز.
فاز في 2000 بإحدى جوائز جمعية الرياضيات الأوروبية العشرة المرموقة.

## وصلات خارجية
- وندلين ويرنر على موقع IMDb (الإنجليزية)
- وندلين ويرنر على موقع الموسوعة البريطانية (الإنجليزية)
- وندلين ويرنر على موقع مونزينجر (الألمانية)
- وندلين ويرنر على موقع قاعدة بيانات الفيلم (الإنجليزية)
- وندلين ويرنر على موقع كينوبويسك (الروسية)

- الموقع الرسمي لجائزة وسام فيلدز